# Úspěch
Úspěch je pozitivní výsledek snahy jednotlivce nebo skupiny o dosažení určitého cíle. Úspěch znamená úplné, nebo alespoň částečné dosažení plánovaného cíle. Opakem úspěchu je neúspěch.
Úspěch ale může být relativní v čase – tedy to, co se jevilo jako úspěšné, se může v průběhu času jevit jako neúspěšné a naopak. Kromě toho se může jednat i o subjektivní dojem "to, co se jeví někomu jako úspěch, jinému člověku se může zdát neúspěšné a naopak".
Posuzování úspěšnosti není tedy nikdy zcela absolutní a vždy záleží na hledisku pozorovatele a na celkové společenské situaci.